# Prost Grand Prix
Prost Grand Prix je nekdanje moštvo Formule 1, ki ga je ustanovil in vodil upokojeni francoski dirkač, štirikratni svetovni prvak, Alain Prost. Nastopalo je med sezonama 1997 in 2001.
Sedež moštva je bil v Guyancourtu v departmaju Yvelines v okolici Pariza.
Moštvo je v petih sezonah nastopilo na 83 dirkah in osvojilo 35 točk. Najboljši rezultat je doseglo z dvema uvrstitvama na drugo mesto in eno uvrstitvijo na tretje mesto.

## Zgodovina
Moštvo je nastalo kratko pred začetkom sezone 1997, ko je Alain Prost kupil moštvo Ligier in ga takoj preimenoval v Prost. Za sezono 1998 je bila napovedana ekskluzivna pogodba, s katero si je Prost prislužil neposredno tovarniško podporo Peugeota. V sezoni 1997 je moštvo še naprej uporabljalo motorje Mugen-Honda, kot je bilo načrtovano pri Ligierju. Ker pred začetkom sezone ni bilo časa za oblikovanje in izdelavo novega dirkalnika, je novo moštvo preprosto uporabilo dirkalnik Ligier JS45, ki ga je oblikoval Loïc Bigois, in ga preimenovalo v Prost JS45. Dirkača sta bila dotedanji dirkač Ligierja Olivier Panis in novinec Šindži Nakano.
Začetek je bil zelo obetaven, saj je Panis po uvodnih šestih dirkah zasedel tretje mesto v skupnem seštevku dirkaškega prvenstva, potem ko se je štirikrat uvrščal med dobitnike točk, vključno z dvema uvrstitvama na stopničke za tretje mesto v Braziliji in drugo mesto v Španiji. Na sedmi dirki v Kanadi je Panis doživel nesrečo pri veliki hitrosti in si zlomil obe nogi, zaradi česar je izpustil naslednjih sedem dirk, na katerih ga je zamenjal novinec Jarno Trulli. Prost se je z novincema Trullijem in Nakanom mučil, vendar je bilo nekaj dobrih nastopov, saj se je Trulli v Nemčiji uvrstil na četrto mesto, medtem ko je v Avstriji večji del dirke vodil, preden mu je odpovedal motor. Tudi Nakano se je dvakrat uvrščal med dobitnike točk. Panis se je vrnil na dirki za Veliko nagrado Luksemburga in z vztrajnim nastopom dosegel točko za uvrstitev na šesto mesto. Prost je po koncu sezone 1997 zasedel šesto mesto v skupnem seštevku konstruktorskega prvenstva. Za naslednjo sezono 1998 so potrdili Panisa in Trullija kot stalna dirkača, medtem ko so Nakana odpustili.
Pričakovanja glede partnerstva s Peugeotom in ustanovitve povsem francoskega moštva so bila velika. Nazadnje je Peugeot kratko pred uradno potrditvijo partnerstva spremenil pogoje pogodbe, kar je pomenilo, da je Prost moral Peugeotu plačevati za motorje v obdobju treh sezon, namesto da bi jih prejel brezplačno v obdobju petih sezon. Prost ni imel druge izbire, kot da se strinja z novimi pogoji, saj bi mu ostalo malo časa za iskanje novega dobavitelja motorjev. Moštvo se je med testiranjem soočalo z resnimi težavami z menjalnikom, zaradi česar skoraj ni dobilo dovoljenja za nastop na uvodni dirki sezone 1998 za Veliko nagrado Avstralije, saj je moral njihov dirkalnik še opraviti preizkus trčenja. Prostu je uspelo pravočasno opraviti ta preizkus in nastopiti v Avstraliji, vendar se je sezona izkazala za neuspešno. Edino točko, ki je moštvo obvarovala pred zadnjim mestom v skupnem seštevku konstruktorskega prvenstva, je osvojil Trulli z uvrstitvijo na šesto mesto v Belgiji.
Sezona 1999 je prinesla izboljšanje. Oba dirkača sta se vsak dvakrat uvrščala med dobitnike točk, Trulli pa je s suvereno vožnjo na Veliki nagradi Evrope prišel do drugega mesta in svoje prve uvrstitve na stopničke. Dirkalnik se je včasih z dobrimi rezultati v kvalifikacijah izkazal za konkurenčnega. Panis je na domači dirki v Franciji štartal s tretjega mesta, a tega ni mogel izkoristiti ter je dirko končal brez osvojene točke. Trulli je imel pogodbo tudi za sezono 2000, vendar je prestopil k Jordanu, medtem ko so Panisa odpustili.
Pri Prostu sta v sezoni 2000 dirkala izkušeni Jean Alesi, ki je bil v sezoni 1991 moštveni kolega Prosta pri Ferrariju, in novinec Nick Heidfeld, ki je v sezoni 1999 osvojil naslov dirkaškega prvaka v Formuli 3000. Kljub obetavni zasedbi je Prost sezono 2000 končal brez osvojene točke. Pri moštvu so po dirki za Veliko nagrado Monaka odpustili oblikovalca dirkalnika Alana Jenkinsa. V Avstriji sta oba dirkača moštva trčila drug v drugega in odstopila. Peugeot je po koncu sezone 2000 zapustil Formulo 1 in Prost je moral za naslednjo sezono 2001 najti novega dobavitelja motorjev. Mnogi sponzorji so zapustili moštvo, vključno z njihovim glavnim sponzorjem Gauloises.
V sezoni 2001 je Prost dirkal s Ferrarijevimi motorji, ki so bili uradno poimenovani po novem glavnem sponzorju Acerju. Na začetku sezone sta bila dirkača Alesi in Gastón Mazzacane, ki je v predhodni sezoni 2000 dirkal pri Minardiju. Mazzacaneja so po štirih dirkah odpustili, zamenjal pa ga je Luciano Burti, ki so ga odpustili pri Jaguarju. Alesi je bil zelo dosleden in končal vsako od dvanajstih dirk do Velike nagrade Nemčije, vključno s tremi uvrstitvami med dobitnike točk. V Kanadi je Alesi osvojil peto mesto, medtem ko je Burti zasedel osmo, kar je bil najboljši rezultat Prosta v sezoni 2001. Burti je po prvem štartu dirke v Nemčiji z veliko hitrostjo trčil v zadnji del dirkalnika Michaela Schumacherja, zaradi česar je bila dirka prekinjena. Alesi je po tej dirki kljub uvrstitvi na šesto mesto prestopil k Jordanu, pri Prostu pa ga je zamenjal Heinz-Harald Frentzen, ki so ga pred dirko v Nemčiji pri Jordanu odpustili. V kvalifikacijah za Veliko nagrado Belgije se je Frentzen presenetljivo uvrstil na četrto mesto, vendar mu je dirkalnik pred štartom zaradi težav z menjalnikom ugasnil ter je dirko končal z zaostankom enega kroga. Burti je med bojem z Eddiejem Irvinom iz moštva Jaguar doživel hudo nesrečo, ko je z veliko hitrostjo trčil v ogrado in utrpel poškodbo glave, zaradi katere ni nastopil na zadnjih treh dirkah sezone 2001. Pred naslednjo dirko v Monzi ga je zamenjal dotedanji dirkač Formule 3000 Tomáš Enge, ki je s tem postal peti dirkač Prosta v sezoni 2001. Moštvo ni več osvajalo točk ter je s štirimi točkami, ki jih je osvojil Alesi, končalo na devetem mestu v skupnem seštevku konstruktorskega prvenstva.
Po koncu sezone 2001 so se začela ugibanja o usodi moštva glede na naraščajoče dolgove. Nazadnje je tik pred začetkom sezone 2002 bankrotiralo, saj Prost ni mogel zbrati dovolj sponzorjev. Odločitev, da bo vodil lastno moštvo, je kasneje označil za največjo napako v svoji karieri.

## Dirkači
- Olivier Panis (1997-1999): 41 dirk
- Jarno Trulli (1997-1999): 38 dirk
- Jean Alesi (2000-2001): 29 dirk
- Shinji Nakano (1997): 17 dirk
- Nick Heidfeld (2000): 17 dirk
- Luciano Burti (2001): 9 dirk
- Heinz-Harald Frentzen (2001): 5 dirk
- Gastón Mazzacane (2001): 4 dirke
- Tomáš Enge (2001): 3 dirke

## Popoln pregled rezultatov
(legenda) (odebeljene dirke pomenijo najboljši štartni položaj)
| Leto | Šasija/Motor Gume      | Dirkači   | 1   | 2   | 3   | 4   | 5   | 6   | 7   | 8   | 9   | 10  | 11  | 12  | 13  | 14  | 15  | 16  | 17  | Toč | Prv. |
| ---- | ---------------------- | --------- | --- | --- | --- | --- | --- | --- | --- | --- | --- | --- | --- | --- | --- | --- | --- | --- | --- | --- | ---- |
| 1997 | JS45 Mugen Honda V10 B |           | AVS | BRA | ARG | SMR | MON | ŠPA | KAN | FRA | VB  | NEM | MAD | BEL | ITA | AVT | LUK | JAP | EU  | 21  | 6.   |
| 1997 | JS45 Mugen Honda V10 B | Panis     | 5   | 3   | Ret | 8   | 4   | 2   | 11  | Inj | Inj | Inj | Inj | Inj | Inj | Inj | 6   | Ret | 7   | 21  | 6.   |
| 1997 | JS45 Mugen Honda V10 B | Trulli    |     |     |     |     |     |     |     | 10  | 8   | 4   | 7   | 15  | 10  | Ret |     |     |     | 21  | 6.   |
| 1997 | JS45 Mugen Honda V10 B | Nakano    | 7   | 14  | Ret | Ret | Ret | Ret | 6   | Ret | 11  | 7   | 6   | Ret | 11  | Ret | Ret | Ret | 10  | 21  | 6.   |
| 1998 | AP01 Peugeot V10 B     |           | AVS | BRA | ARG | SMR | ŠPA | MON | KAN | FRA | VB  | AVT | NEM | MAD | BEL | ITA | LUK | JAP |     | 1   | 9.   |
| 1998 | AP01 Peugeot V10 B     | Panis     | 9   | Ret | 15  | 11  | 16  | Ret | Ret | 11  | Ret | Ret | 15  | 12  | DNS | Ret | 12  | 11  |     | 1   | 9.   |
| 1998 | AP01 Peugeot V10 B     | Trulli    | Ret | Ret | 11  | Ret | 9   | Ret | Ret | Ret | Ret | 10  | 12  | Ret | 6   | 13  | Ret | 12  |     | 1   | 9.   |
| 1999 | AP02 Peugeot V10 B     |           | AVS | BRA | SMR | MON | ŠPA | KAN | FRA | VB  | AVT | NEM | MAD | BEL | ITA | EU  | MAL | JAP |     | 9   | 7.   |
| 1999 | AP02 Peugeot V10 B     | Panis     | Ret | 6   | Ret | Ret | Ret | 9   | 8   | 13  | 10  | 6   | 10  | 13  | 11  | 9   | Ret | Ret |     | 9   | 7.   |
| 1999 | AP02 Peugeot V10 B     | Trulli    | Ret | Ret | Ret | 7   | 6   | Ret | 7   | 9   | 7   | Ret | 8   | 12  | Ret | 2   | Ret | Ret |     | 9   | 7.   |
| 2000 | AP03 Peugeot V10 B     |           | AVS | BRA | SMR | VB  | ŠPA | EU  | MON | KAN | FRA | AVT | NEM | MAD | BEL | ITA | ZDA | JAP | MAL | 0   | -    |
| 2000 | AP03 Peugeot V10 B     | Alesi     | Ret | Ret | Ret | 10  | Ret | 9   | Ret | Ret | 14  | Ret | Ret | Ret | Ret | 12  | Ret | Ret | 11  | 0   | -    |
| 2000 | AP03 Peugeot V10 B     | Heidfeld  | 9   | Ret | Ret | Ret | 16  | DSQ | 8   | Ret | 12  | Ret | 12  | Ret | Ret | Ret | 9   | Ret | Ret | 0   | -    |
| 2001 | AP04 Acer* V10 M       |           | AVS | MAL | BRA | SMR | ŠPA | AVT | MON | KAN | EU  | FRA | VB  | NEM | MAD | BEL | ITA | ZDA | JAP | 4   | 9.   |
| 2001 | AP04 Acer* V10 M       | Alesi     | 9   | 9   | 8   | 9   | 10  | 10  | 6   | 5   | 15  | 12  | 11  | 6   |     |     |     |     |     | 4   | 9.   |
| 2001 | AP04 Acer* V10 M       | Frentzen  |     |     |     |     |     |     |     |     |     |     |     |     | Ret | 9   | Ret | 10  | 12  | 4   | 9.   |
| 2001 | AP04 Acer* V10 M       | Mazzacane | Ret | 12  | Ret | Ret |     |     |     |     |     |     |     |     |     |     |     |     |     | 4   | 9.   |
| 2001 | AP04 Acer* V10 M       | Burti     |     |     |     |     | 11  | 11  | Ret | 8   | 12  | 10  | Ret | Ret | Ret | DNS | Inj | Inj | Inj | 4   | 9.   |
| 2001 | AP04 Acer* V10 M       | Enge      |     |     |     |     |     |     |     |     |     |     |     |     |     |     | 12  | 14  | Ret | 4   | 9.   |